# Agonum ericeti
Agonum ericeti — вид дрібних турунів з великого роду Agonum. Поширений на більшій території Європи, окрім Піренейського півострова.

## Опис
Жук довжиною від 6 до 7,2 мм, шириною не більше 2,9 мм. Верхня частина тіла зазвичай одноколірна, бронзова або мідно-червона, рідко чорно-бронзова. Передньоспинка у напрямку назад звужена сильніше, ніж вперед. Ямки на надкрилах у проміжках між третім і четвертим підняттями добре помітні.

## Спосіб життя
Імаго активні з травня по серпень на півночі ареалу, личинки розвиваються влітку. Обидві стадії є хижаками, що полюють на дрібних безхребетних.
Безкрилий жук, може переміщуватися не далі 200 метрів від оселища. Мешкає майже виключно на верхових сфагнових болотах. Є індикатором таких боліт та одним з небагатьох видів турунів, які здатні мешкати на ділянках, позбавлених дерев, углибині болота.

## Ареал та охорона
Поширений у помірній зоні Європі, окрім Піренейського півострова. Наявний у Великій Британії, Нідерландах, Швеції. В Україні мешкає у Прикарпатті, в Карпатах, у Поліссі та в північній частині Лісостепу.
Вид зникає через зменшення розмірів оселища — сфагнових боліт. Рознесені на кілометри оселища не дозволяють жукам обмінюватися генетичною інформацією та призводять до деградації окремих популяцій. Зміна рослинності при загибелі сфагнового болота також призводить до загибелі жуків.
Внесений до Червоних книг Московської та Калінінградської областей Росії.